# Myrmarachne evidens
Myrmarachne evidens är en spindelart som beskrevs av Roewer 1965. Myrmarachne evidens ingår i släktet Myrmarachne och familjen hoppspindlar. Inga underarter finns listade i Catalogue of Life.